# 邱仕豐
邱仕豐（1930年7月3日—），中華民國（台灣）醫學學者、政治人物，曾代表中國國民黨在苗栗縣選區當選為第四屆台灣省議員，後又在台灣省第二選區（桃竹苗）當選為第一屆第一、二次增額立法委員。

## 家族
- 邱仕豐的父親邱雲賜出身苗栗望族書香世家，就讀臺北醫專。日治時期出任苗栗街協議會議員。母親劉玉英為前立法院院長劉闊才之姊。[3]:291